# Inline speed skating
Inline speed skating er hurtigløb på inlineskøjter. Selv om sporten oprindelig er udviklet fra hurtigløb på side-by-side rulleskøjter, har den meget til fælles med hurtigløb på isskøjter, både med shorttrack og longtrack. Inline speed skating-konkurrencer kan afvikles i idrætshaller, på udendørsbaner og på veje.

## Udstyr
Hurtigløbsskøjten er en specialiseret udgave af den traditionelle rulleskøjte. Støvlen er tætsiddende uden meget polstring. Den vil typisk være fremstillet af læder og carbon. For at opnå bedst ydelse kan støvler fremstilles efter afstøbning af løberens fødder. Mange hurtigløbsskøjter kan formes efter opvarmning.
På klingen (rammen), som er fremstillet af aluminium eller magnesium, sidder 4 eller 5 hjul i størrelser fra 80 mm til 110 mm. I hvert hjul er to præcisionskuglelejer og en afstandsholder (spacer). I 2007 anvender de fleste eliteløbere 4 100 mm hjul.
I hjulene kan anvendes almindelige kuglelejer (608) eller minilejer (688) af stål. Præcisionen i kuglelejet angives med et ABEC-tal. Eksempelvis er ABEC-5 lejer mere præcise end ABEC-1 lejer. Man kan også anvende keramiske lejer.
Hjulene findes i forskellige hårdheder. Jo højere tal, jo hårdere er hjulet. Konkurrencehjul vil typisk spænde fra 81A til 87A.
Anvendelse af sikkerhedsudstyr er obligatorisk i de fleste konkurrencer. Oftest vil brug af hjelm være minimumkrav for deltagelse i konkurrencer. I børne- og ungdomsklasser anvendes også håndleds-, knæ- og albuebeskyttere.

## Teknik
Generelt er teknikken i inline speed skating en blanding af ordinært motionsrulleskøjteløb og specialiseret konkurrenceisskøjteløb. Konkurrenceløberens skøjteposition er lavere og skøjtetagene er længere end motionistens, dog ikke med så lavt tyngdepunkt og så lange skøjtetag som longtrack-skøjteløberens. Dette betyder, at rulleskøjteløberen automatisk vil have en højere kadence end isskøjteløberen. Grundet at friktionen ved rullemodstanden på eksempelvis asfalt er højere end friktionen ved isskøjteklingen mod is, vil rulleskøjteløberen ikke have mulighed for at holde samme hastighed som isskøjteløberen. Et inline speed skating-maratonløb afvikles ofte i tider på lidt over en time, det vil sige med en gennemsnitshastighed på ca. 40 km/t.
I midten af 1990'erne udviklede blandt andre Chad Hedrick fra USA en teknik, hvor der i hvert isæt af rulleskøjten først bliver skubbet ind under kroppens tyngdepunkt med yderskæret og derefter sættes af med inderskæret i modsat retning. Den teknik kaldes double push.
Ved sving i høj hastighed anvendes cross-over. Denne teknik, hvor yderskøjten i svinget føres ind over inderskøjten, er anvendelig til acceleration. Den anvendes bl.a. på indendørsbaner med snævre sving, hvor det ikke er muligt at accelerere på de korte langsider.
Metoder til at bremse
- T-bremsen, hvor den ene skøjte slæbes vinkelret bag den anden.
- Step-bremsen, hvor skøjterne skiftevis sættes vinklet ind foran hinanden.
- Plov-bremsen, som er kendt fra skiløb.

## Taktik
I konkurrencer over længere distancer løber flere deltagere sammen i packs. Et sådant pack danner en paceline: En linje af deltagere som udnytter vindskyggen af de foranløbende. Hvis der følges samme kadence, kan deltagerne ligge så tæt at underarmen kan lægges på den forankørendes ryg. Ved høje hastigheder vil der være store besparelser ved at ligge i læ. Typisk vil pulsen være 10-15 slag højere for den forreste. Man skiftes til at tage føringer for ikke at udmattes.
På professionelle hold udfører vandbærerne det hårde arbejde med at trække i front af feltet og køre lead-out i spurten for den hurtigste på holdet.
I eksempelvis maratonløb vil der hele tiden være udbrudsforsøg, men oftest bliver disse indhentet inden målstregen.

## Underlag og baner
Inline speed skating-konkurrencer bliver afholdt på mange forskellige underlag
- Trægulve i idrætshaller
- Asfalt på almindelige trafikerede veje
- Specialasfalt på rulleskøjtebaner
- Beton, bl.a. på parabolske rulleskøjtebaner
- Fliser/kakler på forskellige rulleskøjtebaner

Konkurrencer finder fx sted på
- 100 m-bane i idrætshaller (nationale mesterskaber)
- 200 m symmetrisk bane med hævede eller flade sving (internationale mesterskaber)
- 300 m asymmetrisk flad vejbane eller trafikvej (internationale mesterskaber)
- trafikveje (internationale mesterskaber på maratondistance)

## Discipliner
- Time trial
- Sprint
- Linjeløb
- Pointløb
- Udskillelsesløb
- Point-udskillelsesløb
- Stafet
- Kriterium
- Langdistanceløb

## Danske klubber
I 2008 var følgende danske rulleskøjteklubber de førende i konkurrencesammenhænge
- Bornholms Rulleskøjte Klub Arkiveret 12. juni 2018 hos  Wayback Machine
- IFK-inlinere, Næstved Arkiveret 21. september 2015 hos  Wayback Machine
- Næstved Inline Klub Arkiveret 12. oktober 2007 hos  Wayback Machine
- Slagelse In-line Klub
- Vallensbæk Rulleskøjteklub (VARK), website Arkiveret 22. juli 2007 hos  Wayback Machine
- Vesterbro Rulleskøjte Klub
- Odsherreds rullerødder Arkiveret 7. maj 2009 hos  Wayback Machine
- Aarhus 1900 Inlinere

## Eksterne kilder
- Danmarks Rulleskøjte Union, fitness og speed Arkiveret 6. august 2007 hos  Wayback Machine
- Danske rulleskøjteklubber Arkiveret 1. marts 2022 hos  Wayback Machine
- Inline speed skating-videoer Arkiveret 19. maj 2008 hos  Wayback Machine